# Circuit de curses

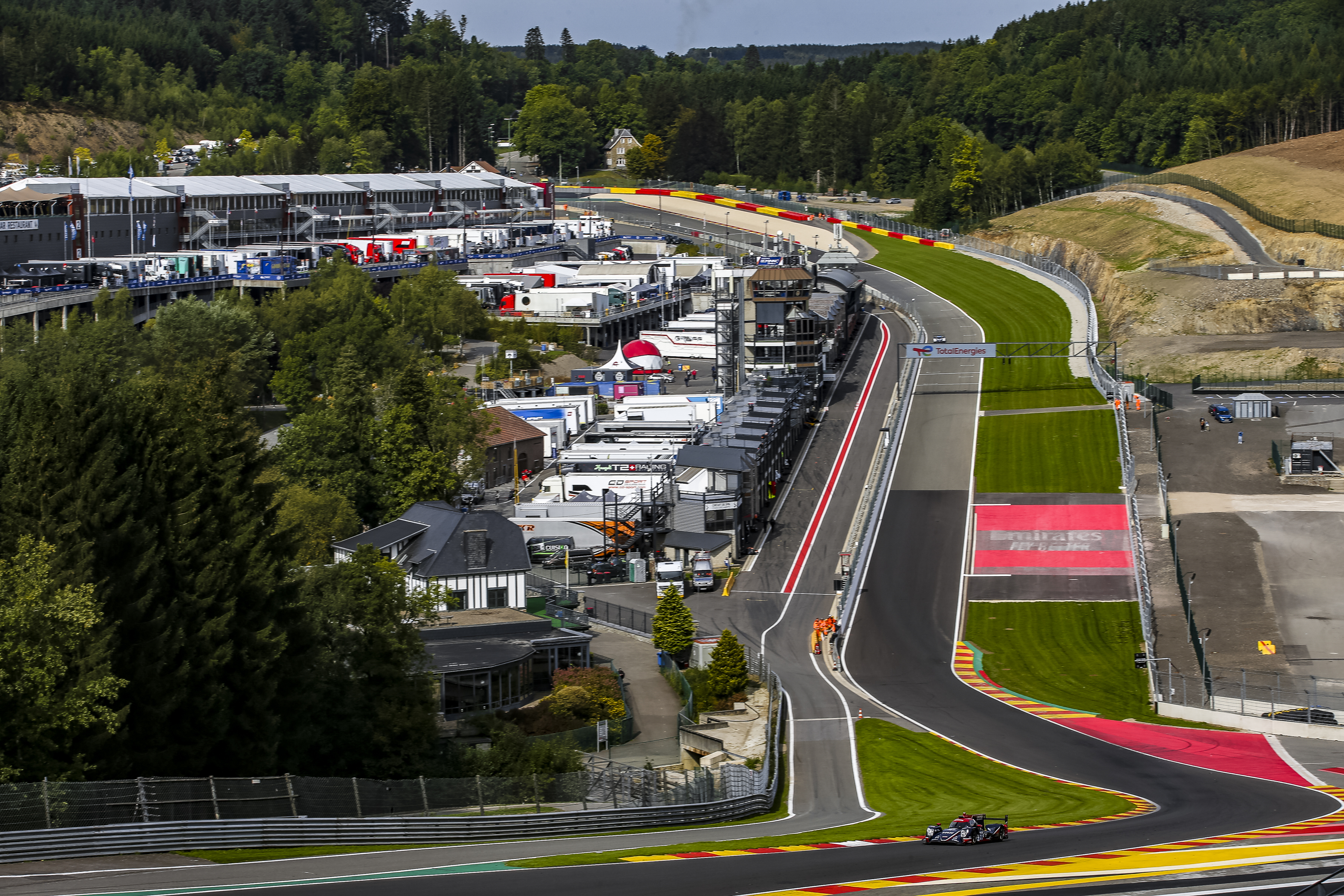
Vista del circuit de Spa-Francorchamps

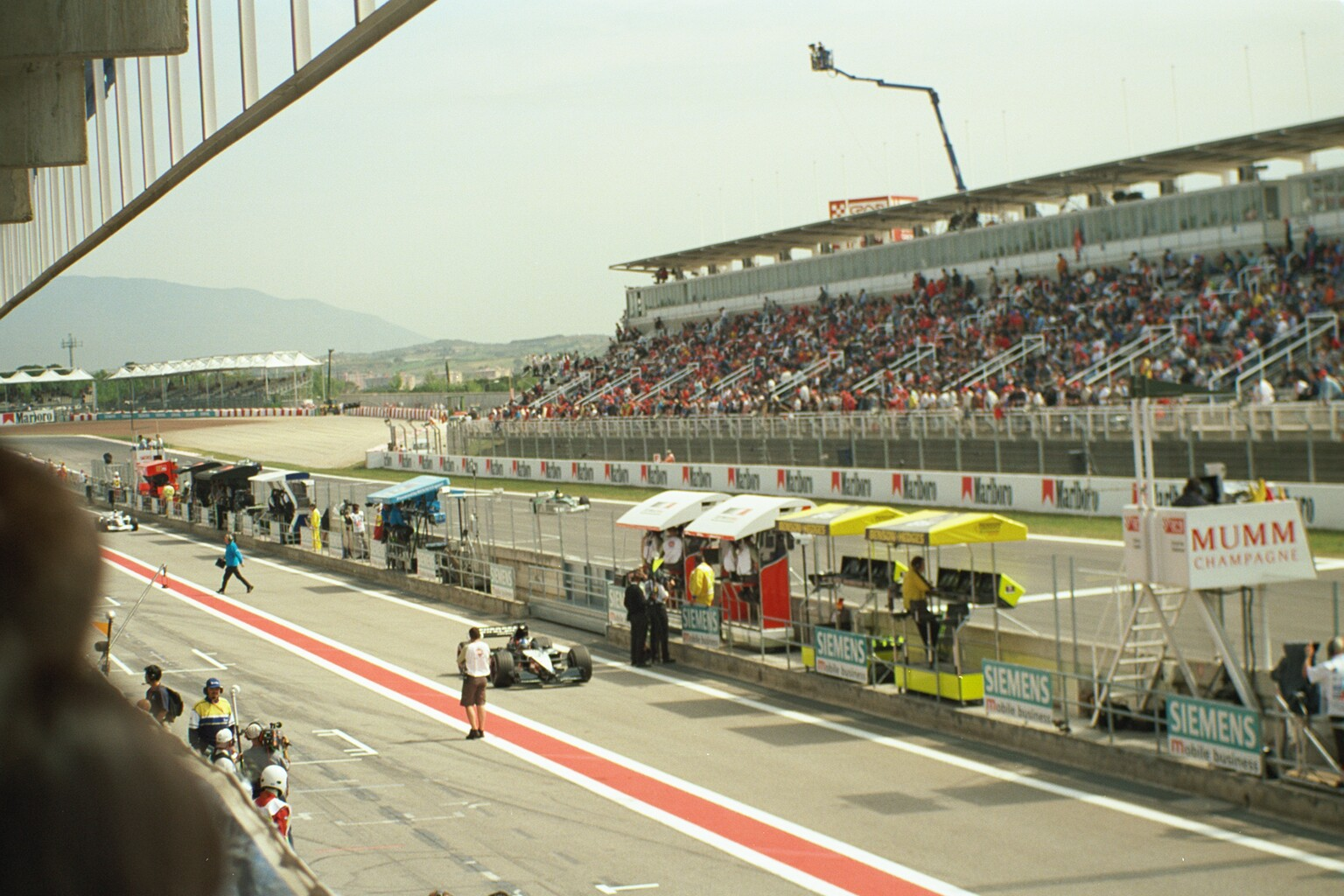
Zona de boxs del Circuit de Catalunya

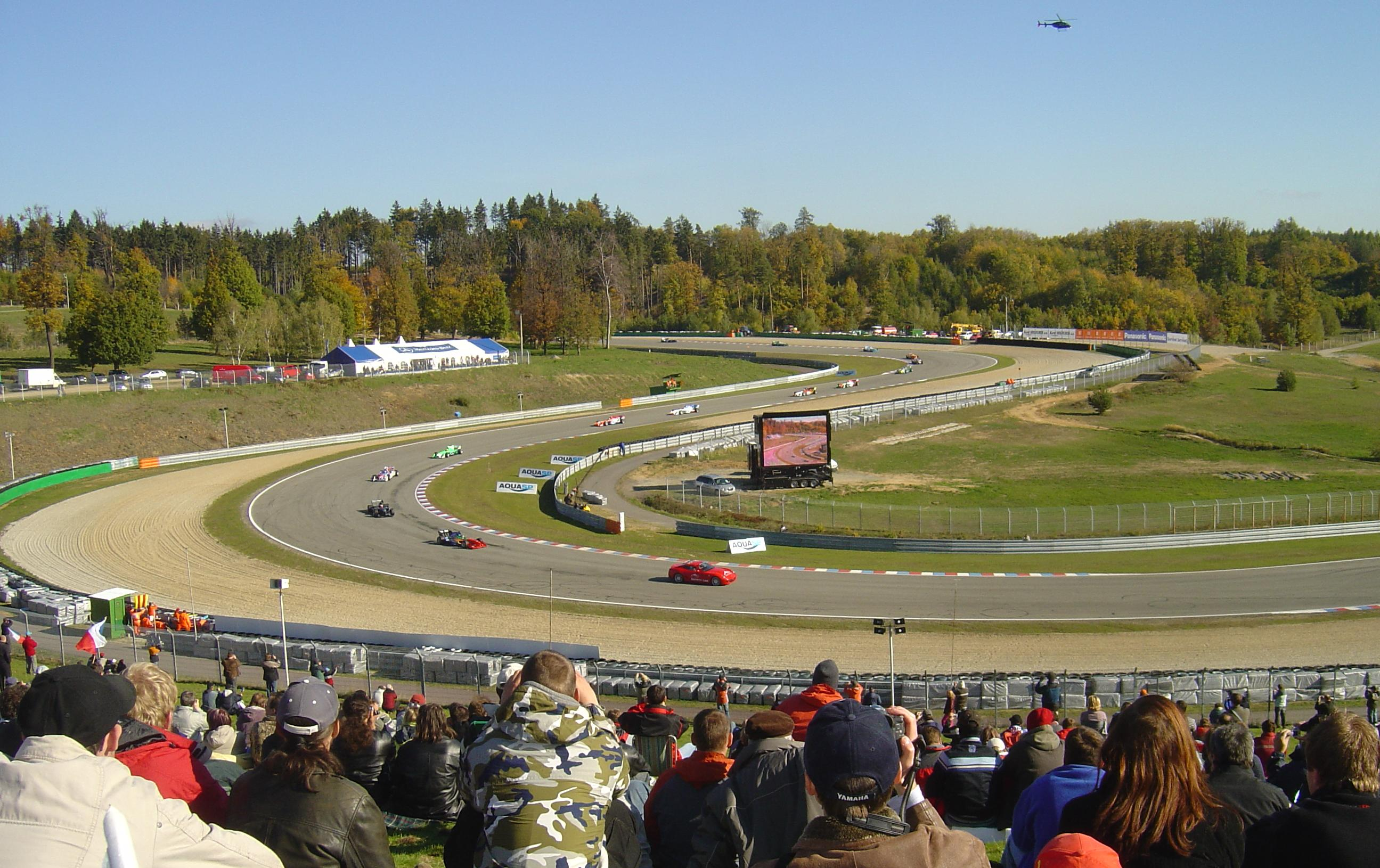
Una cursa al Circuit de Brno

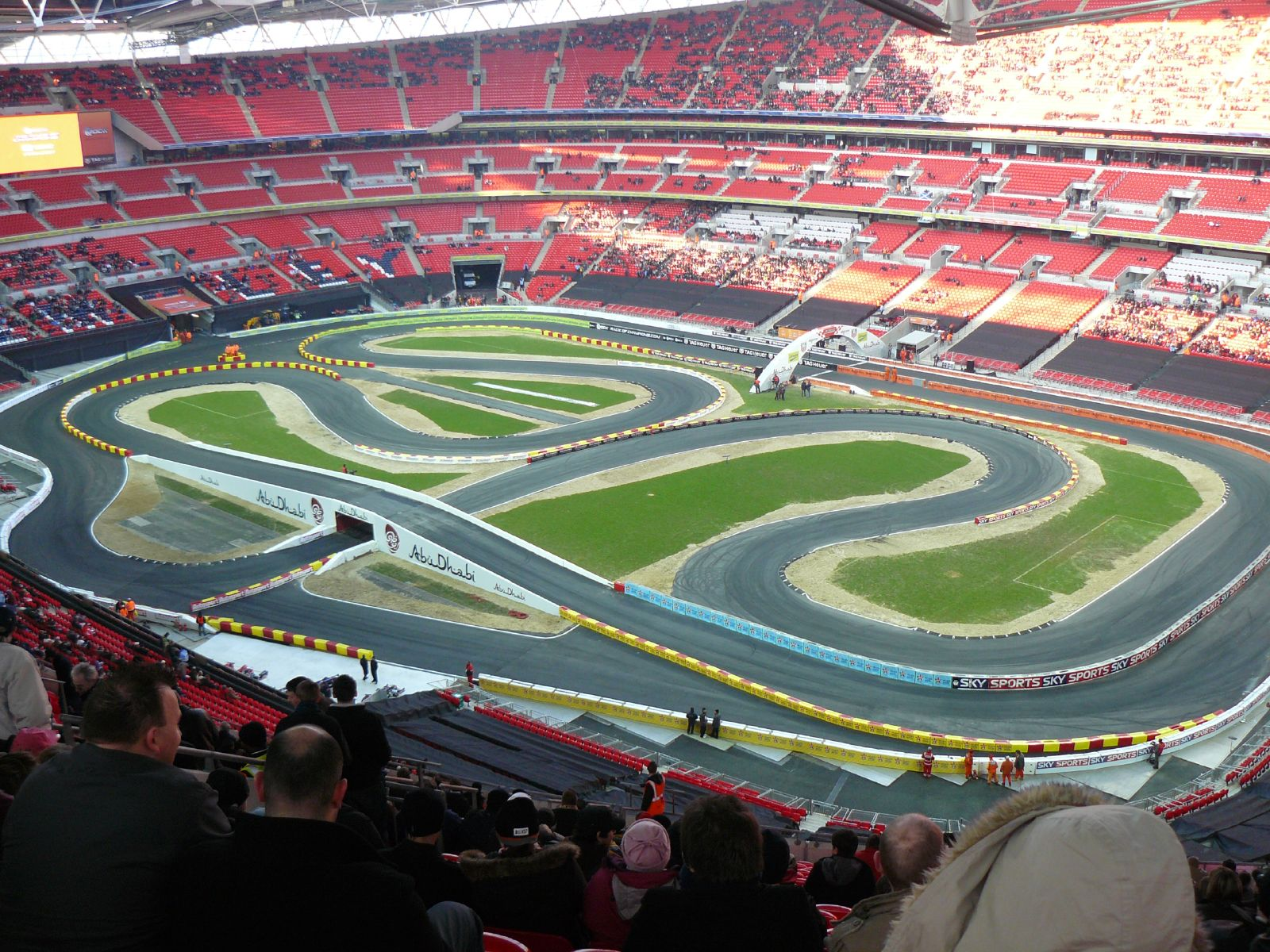
La Cursa de Campions del 2007 es va córrer en un circuit doble dins l'Estadi de Wembley

Un circuit de curses (anomenat sovint, simplement, circuit) és un traçat tancat que es fa servir en certes modalitats d'automobilisme i motociclisme. Els circuits es distingeixen dels trams de ral·li i de les rectes emprades en les curses d'acceleració pel fet que el traçat es recorre en cercles diverses vegades. Generalment, l'objectiu d'una competició en circuit és fer la major quantitat de voltes al circuit en el menor temps possible.
L'automobilisme de velocitat, el motociclisme de velocitat, les curses de dirt track, l'autocròs, el motocròs, el ral·licròs i el supermotard es corren exclusivament en circuits: de superfície pavimentada (asfalt, formigó, ciment) en els tres primers casos; de superfície solta (terra, grava, neu, gel) en els dos següents; i de superfícies mixtes en els dos restants. Un circuit pavimentat s'anomena també autòdrom.
Les curses de regularitat es poden disputar tant en circuits com en recorreguts oberts. Certs formats de "curses de destrucció" fan servir circuits; tal és el cas del banger racing d'Europa del Nord i de les curses en 8 dels Estats Units. Les etapes superespecials d'un ral·li, així com la Cursa de Campions, se celebren en circuits amb diversos carrils. Els carrils estan interconnectats entre si, de manera que els pilots giren tantes voltes com carrils hi ha per a completar tot el recorregut.
En una cursa de regularitat en circuit, els corredors han de girar al circuit en un temps el més a prop possible a l'estipulat pels organitzadors. En les competicions de derrapades, els pilots han de conduir al voltant del circuit a la major velocitat però descrivint un derrapatge el més ampli possible i el més proper possible als límits del traçat. En la resta de les disciplines, els participants han de completar una quantitat de voltes establerta en el menor temps possible, o bé girar la major quantitat de voltes possible en un temps donat.

## Tipus de circuits
Els circuits de curses es poden distingir segons la seva superfície, localització i forma. Un circuit específicament dissenyat per a competicions s'anomena "circuit permanent" i, sovint, "autòdrom". Un circuit compost per carrers públics s'anomena "circuit urbà" i els situats en carreteres públiques o en un aeroport no tenen denominacions específiques, per bé que sovint se'ls anomena també "urbans"; aquests tres tipus de circuits se'ls anomena col·lectivament "circuits semipermanents" o "temporals".
Segons la Federació Internacional de l'Automòbil, un circuit que té fins a quatre revolts amb el mateix sentit de gir s'anomena oval. La majoria dels ovals es recorren en sentit antihorari, mentre que la majoria dels circuits que tenen revolts a banda i banda ("circuits mixts") es recorren en sentit horari. Certs circuits tenen forma de vuit o tenen bucles interns; això s'assoleix amb ponts o creuaments a nivell.

## Parts d'un circuit
Els elements d'un circuit estàndard són: 
- Pista o traçat: Camí pel qual han de rodar els vehicles durant una cursa.
- Vores, lloms, cordons o pianos: Elevacions sòlides col·locades en les vores de la pista al començament i al final dels revolts, de vegades pintades de colors. Permeten al pilot veure els revolts amb temps suficient i saber on és la vora de la pista, a més d'evitar que els pilots "tallin" els revolts.
- Escapatòries: Zones d'asfalt, grava, herba o sorra col·locades als costats del circuit, especialment al voltant de revolts perillosos, perquè en cas que un pilot surti de la pista, el vehicle desacceleri, deixi de girar i no impacti contra els objectes propers, i eventualment pugui tornar a incorporar-se a la competició. En rectes o revolts considerats poc perillosos hi ha generalment herba.
- Mur de contenció: Aquests murs esmorteeixen el cop en una col·lisió. Poden estar fets de formigó, pneumàtics, xarxes de contenció (catch fences) o guarda-rails.
- Graella de sortida: Zona on els vehicles es col·loquen per a la sortida d'una competició. Els vehicles formen files intercalades darrere de la línia de sortida/arribada. La posició de partida depèn dels temps de classificació, la posició d'arribada de curses anteriors o de la posició del campionat; els pilots amb les millors marques solen anar davant de tot.
- Boxs, pits o garatges: Zona on els equips de mecànics preparen i arreglen els vehicles i planifiquen la competició. Generalment estan col·locats paral·lels a la recta principal del circuit, i s'uneixen a la pista per un camí d'entrada i sortida de boxes. En algunes competicions, els pilots poden entrar als boxs per a reparar el vehicle, canviar-ne les rodes i omplir-ne el dipòsit de combustible.
- Graderies: Zona al voltant de la pista on el públic pot veure la competició. Poden ser llomes naturals o tribunes, i la gent es pot quedar dreta (pelouse) o seure (tribuna).

## Tipus de revolts

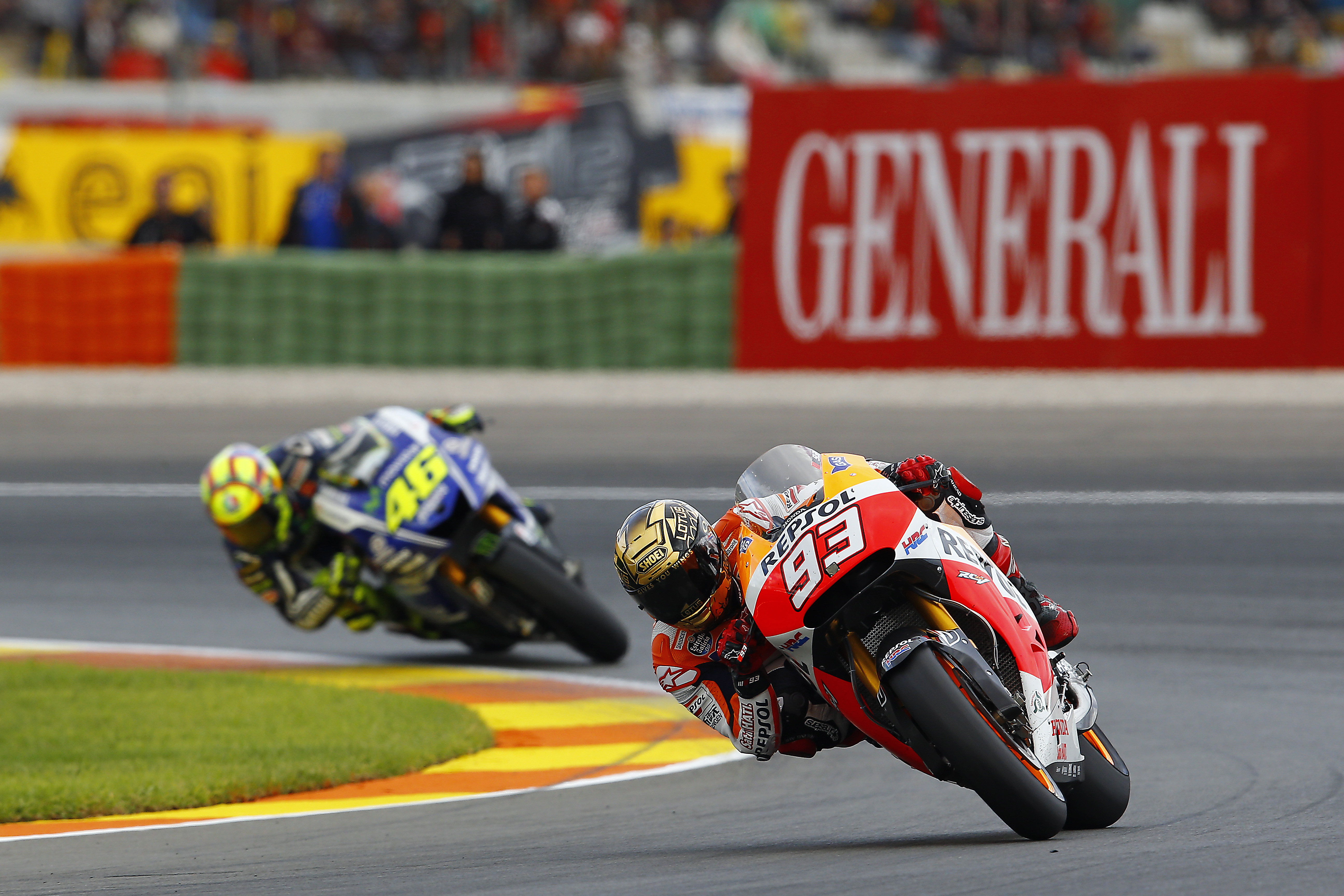
Marc Márquez i Valentino Rossi en un revolt tradicional a Xest

Entre les parts que formen el traçat en si, a més de les rectes, hi ha diferents tipus de revolts. Tot i que hi ha infinites possibilitats de dissenyar un revolt, aquests es poden classificar en: 
- Revolts "tradicionals": Obliguen els pilots a desaccelerar. En aquest cas s'exclouen els revolts en les quals no cal desaccelerar ni girar fortament.
- Revolts ràpids (en italià, curvone): Un revolt ràpid és un revolt llarg, relativament tancat i ràpid. Exigeix que el xassís sigui resistent a les forces a les quals està sotmès, i que el motor sigui prou potent.
- Revolts dobles o múltiples: Un revolt doble són dos revolts cap al mateix costat, prou propers perquè tot just es pugui accelerar entre ells. Això fa que el ràdio de gir del vehicle sigui gairebé constant, perquè enmig dels revolts s'acosta al costat intern, i en la petita recta a l'exterior. En alguns circuits moderns hi ha revolts triples o quàdruples, com en el Circuit d'Istanbul.
- Forquilles: Es denomina forquilla un revolt extremadament tancat, que supera aproximadament els 150º. Si està situat al final d'una recta llarga, és un bon lloc per a avançar a altres competidors.
- Xicanes : Una xicana és una combinació de revolts tancats molt propers entre si. Generalment són entre dos o quatre revolts curts, cadascun amb sentit de gir oposat a l'anterior. En molts circuits construïts fa diverses dècades, els problemes de seguretat causats per l'alta velocitat de circulació han estat solucionats mitjançant xicanes. Molts pilots i aficionats als circuits històrics han criticat això per "tallar" el ritme de circulació, per convertir "estimats i temuts revolts en revolts amplis però extremadament lents".
- Esses: Una essa (o simplement "S") és una combinació de dos revolts relativament ràpids i propers, un d'ells cap a l'esquerra i l'altre cap a la dreta.